# Jeremías Gamboa
Pour les articles homonymes, voir Gamboa.
Œuvres principales
Tout dire
Jeremías Gamboa (né le 1975 à Lima) est un journaliste et écrivain péruvien, de langue espagnole, révélé par son roman Contarlo todo (2013).

## Biographie
Sa famille de modestes agriculteurs de la région d'Ayacucho s'exile à Lima au début des années 1960, et vit d'humbles emplois (serveur, femme de ménage). 
Après des études secondaires, il intègre l'Université nationale principale de San Marcos, pour des études vite interrompues par la situation économique, politique et sociale du pays. 
Il reprend des études de communication à l'Université de Lima, au mérite et avec bourse, et avec quelques petits emplois. Il est également titulaire d'une maîtrise en littérature hispano-américaine de l'Université du Colorado à Boulder (États-Unis).
Il débute dans le journalisme à 19 ans, comme rédacteur en chef du magazine Caretas, parce que son père, alors serveur en pizzeria, a rencontré le numéro deux de la revue, Fernando Ampuero del Bosque. Durant treize ans, il se consacre au journalisme, en participant par exemple à la revue El Comercio (Pérou) et au magazine Somos y Caras.
Il publie un premier récit Point de fuite (Alfaguara, 2007), puis un second, Tout dire, qu'on a pu croire autobiographique, dans la mesure où elle raconte l'histoire d'un jeune homme d'origine modeste, devenu journaliste, et se détachant de cet emploi et de ce milieu. On y voit l'influences de José María Arguedas (1911-1969) et de Mario Vargas Llosa (1936-2025).
Jeremías Gamboa travaille actuellement sur un nouveau roman, tout en dirigeant des ateliers d'écriture et en assurant des chroniques pour le magazine de "Asia Sur" (Asie du Sud).
Sa compagne est la dramaturge péruvienne Mariana de Althaus, fille du célèbre journaliste Jaime de Althaus.

## Œuvres
- Punto de fuga, Alfaguara éd., 2007
- Contarlo todo, Mondadori éd., 2013. Traduit en français par Gabriel Iaculli sous le titre Tout dire, Paris, éditions du Seuil, 2016, 522 p.  (ISBN 978-2-0211-2132-2).